# Helene Rånlund
Helene Rånlund, född den 28 februari 1966, är en svensk museidirektör och myndighetschef.

## Biografi
Helene Rånlund utbildade sig till civilekonom vid Linköpings universitet mellan 1985 och 1989. Sedan 1990-talet har hon jobbat vid olika svenska myndigheter, som ekonom, rådgivare och i olika ledningspositioner på Sida, Finansdepartementet, Integrations- och jämställdhetsdepartementet och Regeringskansliet. Mellan 2013 och 2021 jobbade hon på Statens försvarshistoriska museer som stabschef och ställföreträdande myndighetschef. 2021 blev hon vikarierande och 2022 ordinarie överintendent och chef på samma myndighet.
Hon har också innehaft positioner i museirelaterade organisationer. Mellan 2023 och 2024 var hon ordförande för Sveriges kommitté i ICOM mellan 2023 och 2024. I denna roll har hon bidragit till bildandet av Blue Shield Sweden.
Hennes arbete på Statens försvarshistoriska museer blev publikt uppmärksammat i samband med omfattande kritisk rapportering om en utställning som myndigheten tog fram i samarbete med Riksarkivet och War Museum i Ukraina år 2024.

## Utmärkelser
- 2024 – För Nit och Redlighet i statens tjänst (NOR)[11]
- 2024 – Hedersmedalj, "Outstanding Contribution to the War Museum", Ukraina[12]